# سامانه آبیاری دوجیانگ یان
سامانه آبیاری دوجیانگ یان در استان سیچوان چین واقع شده‌است و نزدیک چنگدو و رودخانه مین قرار دارد.ساختار این سامانه آبیاری ۲۵۶ سال قبل از میلاد توسط پادشاهی شین ساخته شده‌است. و هنوز هم مورد استفاده قرار می‌گیرد و ۵۳۰۰ کیلومتر مربع از زمین‌های منطقه را زیر پوشش خود دارد. این سامانه آبیاری باستانی به عنوان یکی از پروژه‌های مهندسی چین شناخته می‌شود، در سال ۲۰۰۰ یونسکو سامانه آبیاری دوجیانگ یان را در فهرست میراث جهانی ثبت کرد.

## نگارخانه